# Reuters Building
Pour les articles homonymes, voir Reuters (homonymie).
Le Reuters Building est un gratte-ciel de New York, connu aussi sous le nom de 3 Times Square, se trouvant sur un point stratégique, le croisement le plus dynamique de la ville, le cœur de Manhattan, celui de la Septième Avenue et de la bruyante 42e Rue.

## Description
Sur l'échelle urbaine, le bâtiment est un pivot où conflue toute l'énergie de ces deux artères ; ainsi le coin sud du rez-de-chaussée adopte la forme d'un cylindre. Quant à la forme, il répond à l'hétérogénéité de l'emplacement ; la vue en plan est octogonale, courbée et irrégulière, il assemble des plans et contrepose des textures, de la couleur et des langages. Il lutte pour abandonner la pureté du prisme du Mouvement moderne.